# Eduard Brickenstein
Carl Wilhelm Eduard Brickenstein (* 1847; † 1926) war ein deutscher Kapitän.

## Leben
Eduard Brickenstein fuhr langjährig zur See und fuhr hauptsächlich New York an. Im April 1866 hatte er als Kapitän der für die Reederei Fritze & Gerdes Richard Auswanderer nach New York gebracht. Für die Norddeutsche Lloyd (Bremen) fuhr er die Strecke nach New York von 1869 bis 1873 erst mit der Hansa (I), dann von 1873 bis Oktober 1875 mit der Rhein (I).
Besondere Bekanntheit erlangte er als Kapitän der Deutschland, die Ende 1875 vor Kentish Knock auf eine Sandbank lief. Brickenstein hatte das Kommando erst wenige Tage zuvor übergangsweise übernommen. Dabei kamen wahrscheinlich, die Papiere der Besatzung waren nicht vollständig, 64 Menschen ums Leben, davon wohl 20 Besatzungsmitglieder. Während des Unglücks am Montagmorgen war stürmische See, die Lotungen wurden zwar ordnungsgemäß durchgeführt, das Schiff war aber nicht auf dem vom Kapitän berechneten Kurs. Beim Versuch nach dem Auffahren auf die Sandbank das Schiff durch Rückwärtsfahrt zu befreien, brach die Schiffswelle. Leuchtraketen, welche den Notfall signalisierten, konnten wohl aufgrund des schlechten Wetters von der Küste nicht gesehen werden. Am Nachmittag des gleichen Tages war das Schiff weiter mit Wasser vollgelaufen, aber das Wetter hatte sich gebessert und nun konnten die Leuchtraketen an Land erkannt werden. Eine Rettung erfolgte aber unerklärlicherweise erst mittags am darauffolgenden Tag.
Brickenstein musste sich für das Unglück vor einem englischen Gericht verantworten. Laut Urteil des Gerichts soll er durch seine Navigationsfehler die Havarie mit verursacht haben. Es wird berichtet, dass u. a. mangelhafte Ausnahmen der Schiffsschraube zum Unglück geführt hätten und dem Kapitän eigentlich keine Schuld träfe. Anfang 1876 wurde in Deutschland ein Ermittlungsverfahren gegen Brickenstein eröffnet, welches mit einem Freispruch endete.
Nach den Gesetzen der Norddeutschen Lloyd durfte ein Kapitän, welcher einen Totalverlust eines Schiffes verursacht hatte, nicht mehr zu See fahren, sodass Brickenstein nie wieder eingesetzt wurde.
Der Prozess gegen einen deutschen Kapitän vor einem englischen Gericht führte zu starker Kritik im Deutschen Kaiserreich. So äußerte Otto von Bismarck im Februar 1876 gegenüber Alexander Georg Mosle sein Bedauern, dass er Brickenstein nicht persönlich empfangen konnte, obwohl dieser danach verlangt hatte. Brickenstein wollte nach seiner Verurteilung durch das Board of Trade in Deutschland eine außerordentliche Untersuchung des Unfalls anstreben, Bismarck regte an, dass Mosle Brickenstein auf ein Klageverfahren hinweisen solle, welches dann aber ohne jegliche Unterstützung durch Bismarck, zu welcher er sich gesundheitlich und aufgrund der "Lage der Geschäfte" eh nicht im Stande sah, vonstattengehen sollte.
Seine Tochter war Cecilie Brickenstein. Mit seiner Frau Caroline Wilhelmine hatte er eine weitere Tochter und vier Söhne.
Im Deutschen Schifffahrtsmuseum in Bremerhaven findet sich ein Porträt von Eduard Brickenstein.